# Souad Malloussi
Souad Malloussi (née le 2 mars 1957) est une athlète marocaine, spécialisée dans le lancer du poids. 

## Biographie
Elle est championne d'Afrique en 1985 et trois fois vice-championne entre 1982 et 1988. Toujours en 1985, elle remporte l'épreuve du poids aux Jeux panarabes.
Elle obtient deux médailles de bronze à l'occasion des Jeux méditerranéens de 1983 et de 1987.
Le 28 septembre 1985, elle établit un record national à 16,60 m, quelques jours avant de représenter l'Afrique à la Coupe du monde des nations de Canberra.

### Palmarès
| Date | Compétition            | Lieu       | Résultat | Épreuve | Performance |
| ---- | ---------------------- | ---------- | -------- | ------- | ----------- |
| 1981 | Championnats panarabes | Tunis      | 2e       | Poids   | 12,11 m     |
| 1982 | Championnats d'Afrique | Le Caire   | 2e       | Poids   | 13,74 m     |
| 1983 | Jeux méditerranéens    | Casablanca | 3e       | Poids   | 15,30 m     |
| 1984 | Championnats d'Afrique | Rabat      | 2e       | Poids   | 15,31 m     |
| 1985 | Championnats d'Afrique | Le Caire   | 1re      | Poids   | 15,20 m     |
| 1985 | Jeux panarabes         | Casablanca | 1re      | Poids   | 15,20 m     |
| 1987 | Jeux méditerranéens    | Lattaquié  | 3e       | Poids   | 15,42 m     |
| 1988 | Championnats d'Afrique | Nairobi    | 2e       | Poids   | 14,85 m     |

#### National
Championne du Maroc de 1982 à 1985 et en 1988.

### Records
| Épreuve         | Performance  | Lieu   | Date              |
| --------------- | ------------ | ------ | ----------------- |
| Lancer du poids | 16,60 m (NR) | Sydney | 28 septembre 1985 |